# Épisodes de Profit

Cet article présente le guide des épisodes de la série télévisée Profit. 
Les épisodes n'ont pas reçu de titres français lors de leur diffusion en France.

## Épisodes

### Épisode 1:Pilot
- États-Unis : 15 avril 1996 sur FOX
- France : 30 septembre 1997 sur Jimmy

### Épisode 2:Hero
- États-Unis : 8 avril 1996 sur FOX
- France : 23 septembre 1997 sur Jimmy

### Épisode 3:Sykes
- États-Unis : 22 avril 1996 sur FOX
- France : 7 octobre 1997 sur Jimmy

### Épisode 4:Healing
- États-Unis : 29 avril 1996 sur FOX
- France : 14 octobre 1997 sur Jimmy

### Épisode 5:Cupid
- États-Unis : 6 décembre 2002 sur Trio
- France : 21 octobre 1997 sur Jimmy

Dine-a-Mite, une société que G & G projette d'acheter, appartient à parts égales à Anna et Ray Kestrel. Mais depuis qu'Anna est partie, Ray ne veut plus vendre la société, et veut qu'Anna revienne 
- Jim va devoir réconcilier les deux propriétaires pour que le deal soit conclu... ce qui ne va pas être facile, car Anna ne veut en aucun cas revenir vers Ray, terrorisée par des actes qu'elle croit provenir de son mari...

### Épisode 6:Chinese Box
- États-Unis : 7 décembre 2002 sur Trio
- France : 28 octobre 1997 sur Jimmy

### Épisode 7:Security
- États-Unis : 8 décembre 2002 sur Trio
- France : 4 novembre 1997 sur Jimmy

### Épisode 8:Forgiveness
- États-Unis : 9 décembre 2002 sur Trio
- France : 11 novembre 1997 sur Jimmy